# 豊橋市コミュニティバス東部東山線
コミュニティバス東部東山線（コミュニティバスとうぶひがしやません）は、豊橋市が主体となり、愛知県豊橋市東部で運行されている「地域生活」バス・タクシーのコミュニティバス。2008年7月2日より実証運行が行われ、本運行開始後に「やまびこ号」の路線愛称が付けられている。
さらに、実証実験結果を受け、東部地区を含め7地区で同様の乗合路線の運行が実施されている。

## 概要
豊橋市東部の東山地区（豊橋市大岩町北山、飯村校区）は、二川駅から北西約1km。JR東海バス浜名線（東山口経由）が運行されていたが、2002年に廃止され、公共交通の空白地域となった。このため、地域住民が豊橋市と話し合い、アンケート調査や勉強会などを重ねた結果、実証運行が決定した。

## 沿革
- 2002年（平成14年）10月1日 - JR東海バス浜名線が廃止（運行は9月30日限り）。
- 2003年（平成15年）8月30日 - 地域住民が豊橋市にコミュニティバスの運行を陳情。
- 2004年（平成16年）1月14日 - 豊橋市、地域住民との協議の場を設置。
- 2007年（平成19年）4月1日 - 地域住民が東山バス運営協議会を結成。
- 2008年（平成20年）
  - 4月25日 - 豊橋市地域公共交通バス・タクシー会議において、実証運行が正式決定。
  - 6月24日 - 国土交通省中部運輸局が運行を許可。
  - 7月2日 - 実証運行開始。
- 2009年（平成21年）4月1日 - 運行日および運行ダイヤを変更。運行経路も一部変更。
- 2017年（平成29年）2月1日 - 運行内容変更を行う
- 2024年（令和6年）4月8日 - キャッシュレス決済（対応するのはクレジットカード、manaca等の交通系ICカード(PiTaPaは利用不可)、nanaco、WAON、ID払い、QUICPay）を導入[1]。

## 実証運行の概要

### 実証運行開始時点
- 実施主体 : 豊橋市地域公共交通活性化・再生協議会（会長は豊橋市長）
- 委託事業者 : 東海交通
- 運行経路 : ヤマナカ二川店[注釈 1] - 二川駅 - 視聴覚教育センター - 市営東山住宅 - ガーデンガーデン - 岩屋緑地北 - 東山漢方前 - セブンイレブン豊橋大岩町店 - すこやかの里 - 豊橋医療センター - ひがし循環器クリニック - しまむら飯村店 - ドミー飯村店 - パレマルシェ飯村 - 下平医院南 - 手芸トーカイ（上りは、ほびーらトウア） - 運動公園
- 運行距離 : 約8.6km
- 運行期間 : 2008年7月2日から2009年3月末日まで（ただし概ね2年間を予定）
- 運行日 : 月・水・金・土曜日の週4日（12月29日から1月3日までは運休）
- 運行ダイヤ : 8時台から16時台に概ね6往復運行。朝にセブンイレブン豊橋大岩町店→二川駅の区間便あり。
- 停留所 : 17箇所
- 車両 : ジャンボタクシー（定員9人）1台
- 運賃 : 大人200円、小学生100円、乳幼児無料。回数券12枚綴り2000円。平成28年3月31

### 運行日・ダイヤ変更内容
- 運行経路 : 二川フランテ館 - 二川駅 - 視聴覚教育センター - 市営東山住宅 - ガーデンガーデン - 岩屋緑地北 - 東山漢方前 - セブンイレブン豊橋大岩町店 - 高山（すこやかの里から改称） - 豊橋医療センター - ひがし循環器クリニック - すこやかの里（新設） - 飯村分館東（新設） - パレマルシェ飯村 - 下平医院南 - 手芸トーカイ（上りは、ほびーらトウア） - 運動公園
- 運行日 : 月・火・水・木・金曜日の週5日（祝日および8月13日から8月15日、12月29日から1月3日までは運休）
- 運行ダイヤ : 8時台から16時台に概ね5往復運行。2017年2月以降の現行ダイヤでは上り（運動公園行）のみ6本運行され、5.5往復の運行となっている。

## 豊橋市の他の委託路線

### 東海交通委託
当該項参照
- 細谷・小沢地区 乗合タクシー「愛のりくん」（利用者登録要)
- 前芝地区 「しおかぜバス」
- 川北地区「スマイルくん」

### 豊鉄タクシー委託
- 高根・豊南地区 乗合タクシー「愛のりくん」（利用者登録要)
- 北部地区
  - 「柿の里バス」の愛称がある
    - 運行日：年末年始を除く月～金曜日の7時台 - 16時台、8/13～15及び12/29～1/3は運休
    - 運行本数：8便（上り5便、下り3便）
    - 担当事業所：豊鉄タクシー
    - 使用車輌・運賃：9人乗りジャンボタクシー使用。
    - 運賃：大人200円〜500円、小学生100〜250円、小学生未満無料、回数券（100円券)22枚綴り2000円。
    - その他 身体障害者・療育手帳を持っている方で、手帳を提示された方と付き添いの方1人半額。豊橋市福祉回数乗車券も利用可能。
    - 運行経路：石巻中山～賀茂クリニック～和田辻東～森岡～赤岩口～豊橋医療センター